# ヤクシニー (夜叉)

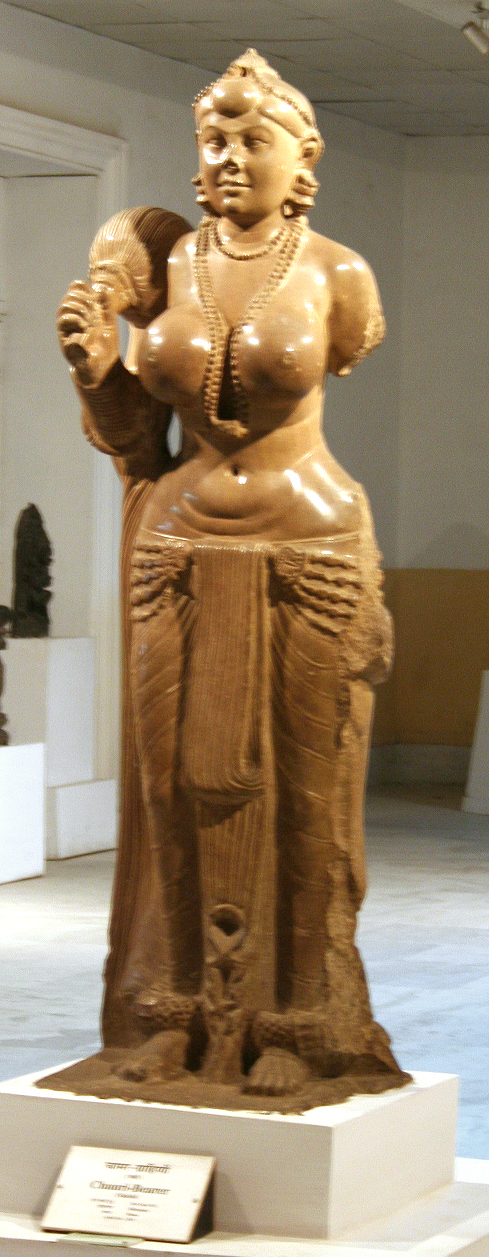
マウリヤ朝美術のディーダルガンシ・ヤクシー（パトナ博物館）

ヤクシニー (Yakṣinī) またはヤクシー (Yakṣī)は、インド神話におけるヤクシャの女性の総称である。仏教では男女とも「夜叉」と表記されるが「薬叉女」と言う場合もある。ヤクシニーをクベーラの妻とする場合もある。ヤクシャ同様、ヤクシニーは森などに出現する精であったり財宝の神であったり豊穣の神であったりする。
ヤクシャとヤクシニー、特にヤクシニーはガンダーラ美術の影響もあって「菩薩」化した。このため菩薩か女神のような像になっている。
ジャイナ教ではヤクシニーは基本的には守護神である。
スリランカでヤクシャに相当するのは「ヤカー」と呼ばれる悪霊である。鈴木正崇によれば、ヤカーは元は土地の精霊であり、さらに遡るとサーンチーの仏塔の女夜叉像のような樹木の精霊であったと考えられる。仏教におけるヤクシニーの代表は鬼子母神（ハーリーティー）である。
ヤクシニー像
- 10世紀のヤクシニー像
- エローラ石窟群34番のジャイナ教のヤクシニー像